# Tychogenius
Tychogenius (лат.) — род жесткокрылых семейства Pterogeniidae. 2 вида.

## Распространение
Юго-Восточная Азия (Восточная Малайзия). Оба вида собраны в нацпарке Mount Kinabalu National Park на острове Калимантан (штат Сабах).

## Описание
Мелкие жуки-микофаги. Длина тела от 2,7 до 3,5 мм. Усиковая ямка круглая, на всем протяжении хорошо очерчена;
булава усиков неясная, с сегментами от субглобулярных до цилиндрических. Переднеспинка с передними углами угловатая, выступающая; боковая борозда в ямковидных точках; основание с парой широко разделенных коротких продольных поверхностных бороздок. Передние голени не сильно расширены на вершине, без толстых шипов. Лоб с отчетливыми боковыми вздутиями. Скапус усика асимметричный. Эпиплевра сужена на вершине. Предположительно, как и близкие группы живут на или внутри плодовых тел грибов-трутовиков (семейство Полипоровые, Polyporaceae).

## Систематика
Род был впервые выделен в 1992 году швейцарскими колеоптерологами Дэниелем Буркхардтом (Naturhistorisches Museum, Базель, Швейцария) и Иваном Лёблом (Музей естественной истории Женевы, Женева, Швейцария) для двух своеобразных видов из Юго-Восточной Азии. Филогенетический анализ 1992 года даёт следующую группировку родов на кладограмме: (Kryptogenius + (Tychogenius + (Katagenius + (Pterogenius + Histanocerus)))):
- Tychogenius armatus Burckhardt & Löbl, 1992 — Калимантан (Сабах)
- Tychogenius spatulifer Burckhardt & Löbl, 1992 — Калимантан (Сабах)